# ГЕС Сяовань
ГЕС Сяовань (спрощ.: 小湾坝; кит. трад.: 小灣壩; піньїнь: Xiǎowān Bà) - гідроелектростанція у префектурі Ліньцан (південно-західна китайська провінція Юньнань). Знаходячись між ГЕС Gongguoqiao (вище по течії) та ГЕС Манван, входить до складу каскаду на річці Меконг. Основна мета будівництва греблі - вироблення електроенергії. Побудована у 2002 - 2010 роках Huaneng Power International. Кошторисна вартість проекту - ¥ 32 млрд (близько $ США 3,9 мільярдів). На кінець 2010-х це друга за висотою у світі аркова гребля - 292 м. Крім того, третя по висоті серед гребель всіх типів після ГЕС Цзіньпін-1 та Нурецької ГЕС і третя за потужністю ГЕС в Китаї

## Передмова
ТЕО греблі було завершено в 1992 році, в рамках проекту річки Ланканг. У 1995 році проект було розглянуто і схвалено китайським урядом. Три роки по тому, в 1998 році, було створено консорціум для фінансування і будівництва греблі. У 1999 році було розпочато будівництво допоміжних будівель та інфраструктури (дороги, мости, відведення річки). Офіційне будівництво греблі розпочалася 1 січня 2002 року, річка була відведена в листопаді 2003 року, монолітні роботи розпочалося в 2005 році. Відведення річки було припинене та розпочато заповнення водосховища в листопаді 2007 року Перший генератор був введений в експлуатацію у вересні 2009 і завершення робіт на греблі відбулося в березні 2010 року Останній з шести генераторів було введено в дію 22 серпня 2010 року При заповненні водосховища було затоплено 55 678 га землі і переселено 32 737 осіб

## Технічні характеристики
Гребля Сяовань є арковою греблею подвійної кривизни та має 292 м заввишки та 902 м завдовжки. Ширина по пасму становить 13 м та по базі 69 м. Пасмо греблі знаходиться на висоті 1245 м над р. м. в той час як нормальний рівень водосховища - 1240 м над р. м.. Повний об'єм водосховища - 15,043,000,000 м³; корисний - 9895000000 м³. Сточище водосховища - 113,300 км², площа водосховища при нормальному рівні - 190 км²
За для запобігання повені, гребля має два аварійні водоскиди, 5 шлюзів трохи нижче пасма та водоскидний тунель на лівому березі. Шлюзи можуть скидати до 5 130 м³/с, тоді як тунель має максимальну водопропускну спроможність 4 884 м³/с. У середній частині дамби, є шість водоскидів, що можуть скидати до 6500 м³/с. Крім того, гребля може випустити додаткову воду і осад двома нижніми водоскидами. Всі водоскиди греблі, включаючи ГЕС, мають максимальний водоскидну спроможність 20,709 м³/с.
На правому березі греблі розташована підземна ГЕС, яка отримує воду від шести шлюзів діаметром 9,6 м, що живлять радіально-осьові турбіни потужністю кожен 700 МВт. Розрахований максимальний гідравлічний напір 251 м. Відпрацьована вода прямує вниз по одному з двох відвідних тунелів діаметром 18 м